# Vergangen, vergessen, vorüber (EP)
Vergangen, vergessen, vorüber ist das 35. Extended-Play-Album des österreichischen Schlagersängers Freddy Quinn, das 1965 im Musiklabel Polydor (Nummer 60 103) in Frankreich hergestellt und veröffentlicht wurde. Der Vertrieb geschah unter der Rechteverwerterin Bureau International de l’Edition Mecanique. Der Druck geschah durch Dillard et Cie. Imp. Paris.

## Schallplattenhülle
Auf der Schallplattenhülle ist Freddy Quinn mit weißem Unterhemd und darüber einem blauen Jeanshemd zu sehen, während er in einem Maschinenraum eines Schiffs steht. Von Quinn ist der Kopf und der Oberkörper bis zur Brust sichtbar. Über diesem Bild befinden sich die Liedtitel in hellblauen Großbuchstaben und links davon in gelben Großbuchstaben der Schriftzug „Freddy“.

## Musik
Dich gibt’s nie wieder wurde von Fritz Rotter geschrieben, die anderen drei Titel von Walter Rothenburg.
Vergangen, vergessen, vorüber stammt aus dem Film Freddy, Tiere, Sensationen aus dem Jahr 1964 und wurde von Rothenburg zusammen mit Lotar Olias geschrieben.
So ein Tag, so wunderschön wie heute sang Quinn ebenfalls erstmals 1964, das Original aus dem Jahr 1954 stammt von Lonny Kellner, es ist ebenfalls aus der Feder von Olias/Rothenburg.

## Titelliste
Das Album beinhaltet folgende vier Titel:
- Seite 1

1. Vergangen, vergessen, vorüber
2. Dich gibt’s nie wieder

- Seite 2

1. So ein Tag, so wunderschön wie heute
2. Wer weiß